# 沈孟儒
沈孟儒（1966年—），臺灣臺南市人，現任國立成功大學校長，醫學院講座教授、成大醫院婦產科主治醫師，國家科學及技術委員會健康大數據永續平台計畫召集人。專長於基因體、分子生物、细胞生物、神经藥物開發等研究領域。

## 求學經歷
沈孟儒畢業於臺灣省立臺南第一高級中學，後續就讀於高雄醫學院醫學系，取得醫學士學位後，在2002年於英國牛津大学獲得生理學博士學位。
其主要研究為細胞與分子生物學相關領域，且對基因體醫學也有相當造詣。現任職於成大醫院婦產部主治醫師及成功大學講座教授，曾擔任成大醫學院研究副院長、成大醫院副院長及成大醫院院長，並將於2023年2月就任國立成功大學校長。
以下是其較重要的學經歷：
| 年份         | 事蹟                                       |
| ------------ | ------------------------------------------ |
| 1993年6月    | 高雄醫學大學醫學士                         |
| 1998~迄今    | 成大醫院婦產部主治醫師                     |
| 2002年6月    | 英國牛津大學生理學博士                     |
| 2011~2012    | 牛津大學基督聖體學院訪問學者               |
| 2011~2023    | 國立成功大學藥理學研究所暨婦產學科特聘教授 |
| 2013~2019    | 國立成功大學醫學院研究副院長               |
| 2014~2017    | 國立成功大學藥理學研究所所長               |
| 2015~2016    | 科技部生化及藥理醫學學門召集人             |
| 2016~2019    | 成大醫院副院長                             |
| 2019~2022    | 成大醫院院長                               |
| 2023年2月1日 | 國立成功大學校長                           |
| 2024～迄今   | 國立成功大學藥理學研究所暨婦產學科講座教授 |

## 研究專長
1. 神經保護藥物開發 (Drug Development)
2. 基因體醫學 (Genomic Medicine)
3. 分子生物學 (Molecular Biology) 
4. 細胞生物學 (Cell Biology）